# Emertonius
Genre
Emertonius est un genre d'araignées aranéomorphes de la famille des Salticidae.

## Distribution
Les espèces de ce genre se rencontrent en Asie du Sud-Est.

## Liste des espèces
Selon World Spider Catalog (version 19.0, 20/06/2018) :
- Emertonius exasperans Peckham & Peckham, 1892
- Emertonius koomeni Prószyński, 2018
- Emertonius malayanus (Edmunds & Prószyński, 2003)
- Emertonius palawensis Prószyński, 2018
- Emertonius shelfordi (Peckham & Peckham, 1907)

## Publication originale
- Peckham & Peckham, 1892 : Ant-like spiders of the family Attidae. Occasional Papers of the Natural History Society of Wisconsin, vol. 2, no 1, p. 1-84 (texte intégral).